# Notophthiracarus summersi
Notophthiracarus summersi är en kvalsterart som beskrevs av Wojciech Niedbała 200. Notophthiracarus summersi ingår i släktet Notophthiracarus och familjen Phthiracaridae. Inga underarter finns listade i Catalogue of Life.